# 于毅
毅（1978年8月21日—），中国男演员、歌手，代表作为《男才女貌》中饰演的赵磊，凭此角色于毅开始被观众所熟悉。

## 生平
曾任98世界中学生运动会开幕式的中方主持人、静安区1999年迎澳门回归文艺晚会主持，同期还担任上海教育台《电脑与通信》栏目主持人以及《文艺部作》主持人等。2001年，于毅於上海戏剧学院电视艺术系毕业。至今，他还活跃在演艺圈。
于毅飾演的角色包括《男才女貌》的绝世好男人赵磊，《开天辟地》的风流倜傥的汪精卫（卫大哥），《王的女人》中无奈的秦二世赢胡亥，《生死钟声》的军统特务总长瞿言白，《心术》中满腹才华却被现实挫折的谷超华，《笑红颜》的败家子大少爷苏明利等。
于毅也是热爱音乐剧及话剧之人，他曾经与张学友等合作演出《雪狼湖》。2007年，于毅获得「佐临奖最佳男配角」。2008年，于毅不打算活跃于音乐剧及话剧，所以他仅在電視劇演出。2010年，于毅再次登上话剧舞台，领衔主演《混蛋攻略》，使喜爱于毅的观众再度领略了他在舞台上的风采。
憑《打狗棍》獲2013国剧盛典觀眾喜爱的角色人物（男）奬。
2019年2月4日，与歌手傲日其愣、扎西平措参加《2019年中央广播电视总台春节联欢晚会》；2月22日，其参与录制的《声临其境》在湖南卫视播出。同年，他还以“新晋歌手”身份参加北京卫视音乐竞技节目《中歌会》。
2020年1月24日，与歌手李荣浩、王俊凯参加《2020年中央广播电视总台春节联欢晚会》，演唱《爸爸妈妈》获一致好评

## 影视作品

### 電視劇
- 2001：《折扇探花》饰 沈西铭
- 2002：《壮志雄心》饰 刘辉
- 2003：《男才女貌》饰 赵磊
- 2004：《101次求婚》饰 郑金元
- 2004：《女才男貌》饰 曾伟志
- 2005：《爱情新呼吸》饰 理查
- 2006：《谁懂我的心》饰 罗一阳
- 2007：《伤城之恋》饰 江白
- 2008：《我是一棵小草》饰 岳峰
- 2009：《唐琅探案》饰 荣天
- 2010：《风雨同舟》饰 王龙
- 2011：《金枝玉叶》饰 杜川
- 2011：《开天辟地》饰 汪精卫
- 2011：《心术》饰 谷超华
- 2011：《生死钟声》饰 瞿言白
- 2012：《王的女人》饰 秦二世胡亥
- 2012：《笑红颜》饰 苏明利 （大少爷）
- 2013：《泪洒女人花》饰 高立伯
- 2013：《打狗棍》饰 二丫头
- 2013：《爱情面前谁怕谁》饰 黎海波
- 2014：《幸福在哪里》饰 韩江川
- 2014：《灵魂摆渡》饰 赵吏(網絡劇)
- 2014：《勇敢的心》饰 赵舒城
- 2014：《绝地枪王》饰 那五常
- 2015：《灵魂摆渡第二季》饰 赵吏(網絡劇)
- 2015：《大秧歌》饰 赵舒城
- 2016：《转身遇到你》饰 华明
- 2016：《灵魂摆渡第三季》饰 赵吏(網絡劇)
- 2017：《黑土热血》饰 李一峰
- 2018：《走火》饰 赵鹏程
- 2018：《娘道》饰 隆继宗/隆延宗
- 2020：《郝仁的美好生活》饰 赵正义
- 2020：《最美的乡村》饰 黃宗杰
- 2020：《最美逆行者》饰 彭帅
- 2022：《杠杆》饰 萧剑
- 2022：《开心合伙人》(網絡劇)饰 何岩(客串)
- 2023：《雪鹰领主》(網絡劇)饰 东伯烈
- 2023：《疯狂剧团》(2017年拍攝)饰 機長
- 2024：《唐朝诡事录之西行》(網絡劇)饰 秦孝白
- 2024：《好运家》饰 罗文聪
- 2025：《灭罪》饰 罗隐(網絡劇)
- 待播：《师兄太稳健》(網絡劇)
- 待播：《灵魂摆渡·十年》饰 赵吏(網絡短劇)
- 待播：《揽流光三千》(網絡劇)饰 项衡

### 電影
- 2018年：《灵魂摆渡·黄泉篇》饰 赵吏(網絡電影)
- 2022年：《鬼吹灯之精绝古城》饰 胡八一(網絡電影)
- 2022年：《老师来了！》(網絡電影)

### 话剧
- 2001：《再见了，妈妈》饰 黄东华
- 2001：《女人话题》
- 2002：《非常责任》饰 史刚
- 2002：《女人的最后一天》饰 强盗
- 2002，2004：《生死之吻》
- 2003：《第五天神》饰 陈俭
- 2004：《鉴湖遗恨》
- 2004：《蝴蝶是自由的》饰 阿Don
- 2006，2007：《和我的前妻谈恋爱》饰 张琪
- 2009：《39级台阶》多角色转换
- 2011：《偷心》饰 丹恩
- 2012：《混蛋攻略》饰 利奥

### 音乐剧
- 2004，2005：《雪狼湖》饰 梁直，老狼仙
- 2005：《狂雪》饰 周百步
- 2006，2007，2009：《I love you》多角色转换
- 2008：《马路天使》饰 少平
- 2009：《弘一法师》饰 李叔同
- 2020，2021, 2022，2023：《灵魂摆渡之永生》饰 赵吏
- 2021：《梦见狮子》饰 倪麟
- 2022：《基督山伯爵》

## 音乐作品

### 个人专辑
| 专辑 # | 专辑名称                    | 专辑类型 | 发行公司                                | 发行日期       | 曲目 |
| ------ | --------------------------- | -------- | --------------------------------------- | -------------- | --- |
| 1st    | 戏梦人生                    | 大碟     | 妙音（天津）文化传播有限公司 星外星唱片 | 2018年6月15日  | 曲目 CD 1. 序-赠言 2. 用余生去爱 3. 灵魂咒（《灵魂摆渡3》电视剧主题曲） 4. 孤单难逃 5. 还好有你（《转身遇到你》电视剧插曲） 6. 灵魂摆渡人（《灵魂摆渡·黄泉》网络电影原声带） 7. 不是不想爱 8. 吾生吾未生（《灵魂摆渡2》电视剧片尾曲） 9. 江山泪 10. 那也许是爱 11. 蝶恋花（寻花）（《笑红颜》电视剧片尾曲） |
| 2nd    | 灵魂摆渡之永生 音乐剧原声EP | 数码EP   | 天津信和文化传播有限公司                | 2021年10月28日 | 曲目 1. 终会遇见你 2. 轨迹（与李宸希合唱） 3. 时间的一瞬 4. 时间的一瞬（伴奏） |

### 单曲
- 2019年：《君生我未生》（与扎西平措合唱）
- 2020年：《托尼老师你在哪儿》
- 2020年：《相思不可医》
- 2020年：《两小无猜》
- 2020年：《断肠水》
- 2020年：《一程》（与勾雪莹合唱）
- 2020年：《一千零一种爱》
- 2020年：《盗爱》
- 2021年：《牵》
- 2022年：《从未远离》（张国荣纪念单曲）

### 影视歌曲
- 2012年：《感动》（《心术》电视剧片尾曲）
- 2014年：《勇敢的心》（《勇敢的心》电视剧片尾曲）
- 2016年：《吾生吾未生》（《灵魂摆渡2》电视剧片尾曲）
- 2016年：《灵魂咒》（《灵魂摆渡3》电视剧主题曲）
- 2018年：《不再沉睡》（《走火》电视剧片尾曲）
- 2018年：《走火》（《走火》电视剧插曲）
- 2018年：《她知道》（《娘道》电视剧片尾曲）
- 2020年：《使命》（《一诺无悔》电视剧片头曲）
- 2020年：《大侠》（《大侠霍元甲》电视剧片头曲）
- 2020年：《我们的光》（《最美逆行者》电视剧篇章主题曲）
- 2021年：《兴安岭上》（与叶炫清合唱，《兴安岭上》电影主题曲）
- 2022年：《在你左右》（《爱在唇齿间》网络剧主题曲）
- 2022年：《破晓的方向》（《对决》影视剧片尾曲）
- 2022年：《金色光影》（《杠杆》电视剧片头曲）
- 2022年：《心是一片宁静的海》（男声版，合唱版与喻越越合唱，《杠杆》电视剧片尾曲）
- 2022年：《寻》（《唐朝诡事录》网络剧片尾曲）

### 翻唱单曲
- 2020年：《原来你什么都不想要》（原唱：张惠妹）
- 2021年：《忘记我还是忘记他》（原唱：迪克牛仔）
- 2021年：《冲动》（原唱：动力火车）

### 其他歌曲
- 2018年：《青岛》（青岛城市宣传曲）
- 2018年：《拥抱这世界》（与胡莎莎合唱，第七届世界军人运动会主题推广曲）
- 2019年：《仙才叹》（与喻越越合唱，中央电视台节目《国家宝藏》歌曲）
- 2021年：《人民江山》（与喻越越合唱，河南省庆祝中国共产党成立100周年文艺演出歌曲）
- 2021年：《终会遇见你》（《灵魂摆渡之永生》音乐剧歌曲）
- 2021年：《轨迹》（与李宸希合唱，《灵魂摆渡之永生》音乐剧歌曲）
- 2021年：《时间的一瞬》（《灵魂摆渡之永生》音乐剧歌曲）
- 2022年：《倪麟》（《梦见狮子》音乐剧唱段）

## 派台歌曲成绩（香港）
| 派台歌曲成績（五台） | 派台歌曲成績（五台） | 派台歌曲成績（五台） | 派台歌曲成績（五台） | 派台歌曲成績（五台） | 派台歌曲成績（五台） | 派台歌曲成績（五台） | 派台歌曲成績（五台）    |      |
| -------------------- | -------------------- | -------------------- | -------------------- | -------------------- | -------------------- | -------------------- | ----------------------- | ---- |
| 唱片                 | 歌曲                 | 903                  | RTHK                 | 997                  | TVB                  | ViuTV                | 備註                    | 備註 |
| 2022年               |                      |                      |                      |                      |                      |                      |                         |      |
|                      | 從未遠離             | ×                    | -                    | 18                   | ×                    | -                    | 翌年上榜 張國榮紀念單曲 |      |

| 903 | RTHK | 997 | TVB | ViuTV | 備註              |
| 0   | 0    | 0   | 0   | 0     | 五台冠軍歌總數：0 |

- （*）上榜中
- （-）未能上榜
- （×）沒有派往該台